# Zwerg-Hauhechel
Die Zwerg-Hauhechel (Ononis pusilla), auch Zierliche Hauhechel genannt,  ist eine Pflanzenart aus der Gattung Hauhecheln (Ononis) innerhalb der Familie der Hülsenfrüchtler (Fabaceae).

## Beschreibung

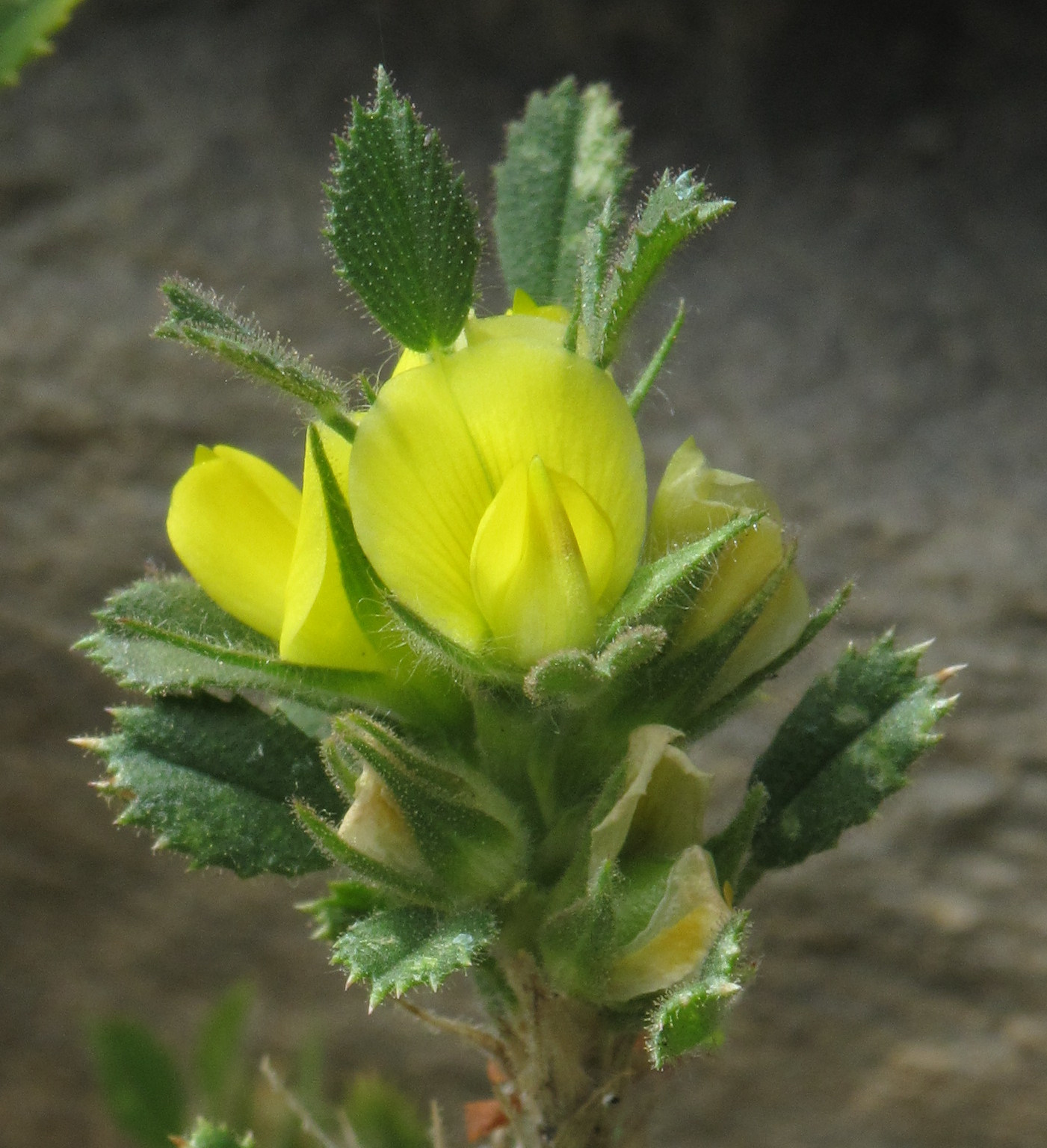
Blütenstand

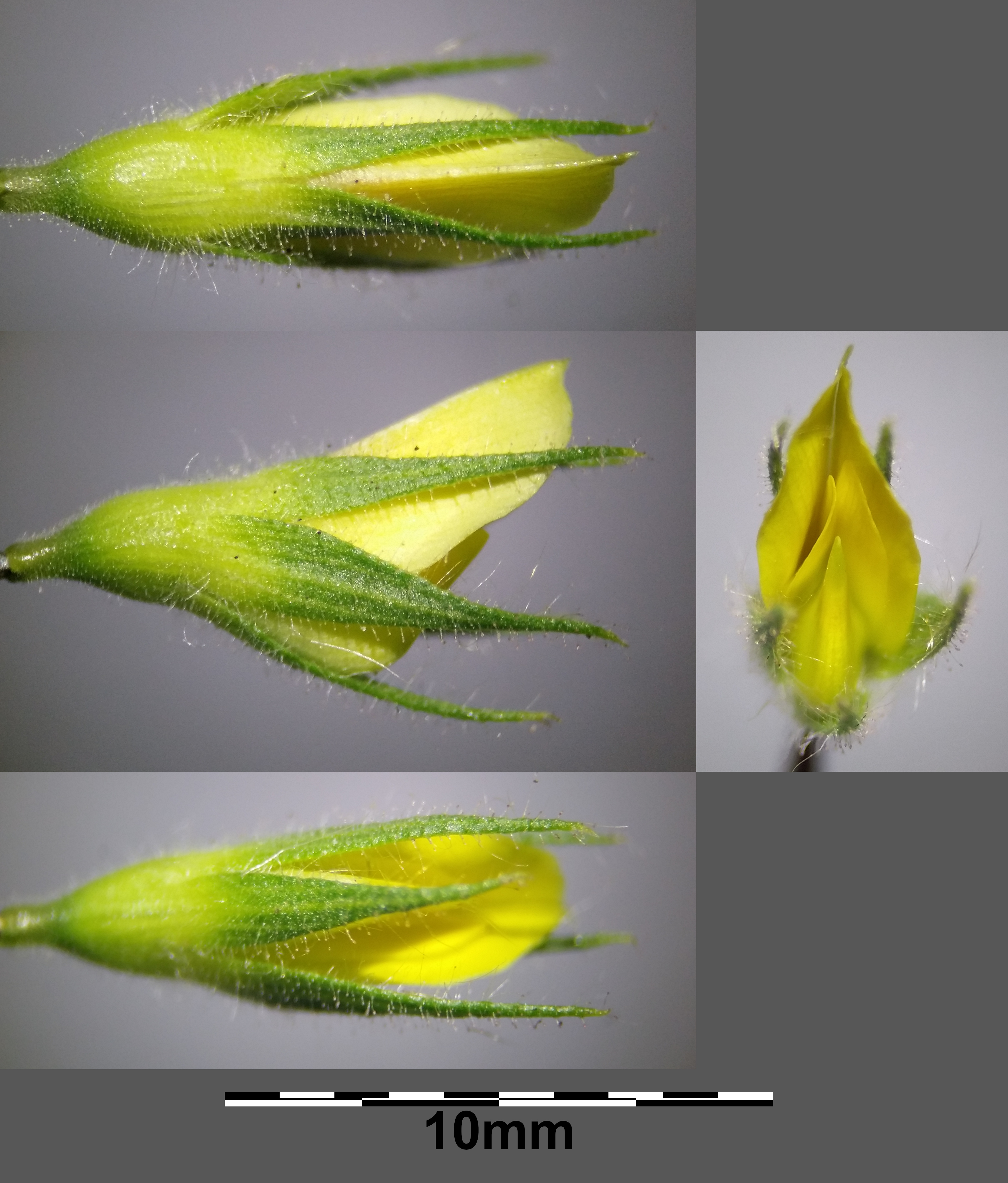
Blüten

### Vegetative Merkmale
Die Zwerg-Hauhechel ist ein kleiner Halbstrauch, die Wuchshöhen von 5 bis 30, selten bis zu 55 Zentimetern erreicht. Sie besitzt nur eine schwache Pfahlwurzel. Die Sprossachsen sind einzeln oder zahlreich, einfach oder ästig und am Grund oft schwach verholzt. Die oberirdischen Pflanzenteile sind dicht zottig und auch klebrig behaart.
Die wechselständig angeordneten Laubblätter sind in Blattstiel und -spreite gegliedert. Der Blattstiel ist 5 bis 10 Millimeter lang. Die Blattspreiten sind meist dreizählig gefiedert, nur die oberen können einfach sein. Die Teilblättchen sind bei einer Länge von 5 bis 10 Millimetern schmal und verkehrt-eiförmig. Die Nebenblätter sind kürzer als der Blattstiel, kurz verwachsen, spitz, trockenhäutig und dem Stängel anliegend.

### Generative Merkmale
Die Blütezeit reicht in Mitteleuropa von Juni bis Juli, auf der Iberischen Halbinsel von April bis August. Die relativ kleinen Blüten sind, fast sitzend und stehen in den Blattachseln. Mit den Blättern zusammen bildet die Pflanze steif aufrechte, ährenförmige, von den Blättern überragte Blütenstände.
Die zwittrige Blüte ist zygomorph und fünfzählig mit doppelter Blütenhülle. Der Kelch ist glockig, etwa 4 bis 14 Millimeter lang; er ist drüsig-filzig behaart und die fast stechend spitzen Kelchzipfel sind mindesten doppelt so lang wie die Kelchröhre. Die Blüte ist 6 bis 12 Millimeter lang. Die Kronblätter sind gold-gelb; sie haben sehr kurze Nägel und sind meist kürzer als der Kelch.
Die bei Reife braune bis schwarze Hülsenfrucht ist bei einer Länge von 6 bis 8 Millimetern eiförmig und behaart. Die Samen sind 1,5 bis 2 Millimeter groß und braun.
Die Chromosomenzahl beträgt 2n = 30.

## Ökologie
Die Kronblätter können oft verkümmert sein oder ganz fehlen. Die Zwerg-Hauhechel entwickelt kleistogame Blüten bei denen die Narbe fest mit den Staubbeuteln verbunden sind.
Die Samenproduktion ist reichlich.

## Vorkommen
Die Zwerg-Hauhechel kommt hauptsächlich im Mittelmeerraum und von Portugal und Marokko bis zum Iran vor. In Europa hat sie ursprüngliche Vorkommen in Portugal, Spanien, Frankreich, Italien, Schweiz, Österreich, in der früheren Tschechoslowakei, Ungarn, Rumänien, im früheren Jugoslawien, in Albanien, Griechenland, Bulgarien, in der Türkei und in der Ukraine vor.
Sie gedeiht in Mitteleuropa in Magerwiesen und in lichten Wäldern besonders auf Kalkböden. In der Schweiz kommt sie im Wallis, im Kanton Genf und im südlichen Tessin vor. Im Kanton Wallis steigt sie bis 1050 Meter Meereshöhe auf. In Österreich kommt sie in Niederösterreich und im Burgenland vor. Pflanzensoziologisch ist sie in der Schweiz eine Art der Inneralpinen Felsensteppe (Stipo-Poion) und des Kontinentalen Steppen-Föhrenwalds (Ononido-Pinion). Die ökologischen Zeigerwerte nach Landolt et al. 2010 sind in der Schweiz: Feuchtezahl F = 1 (sehr trocken), Lichtzahl L = 4 (hell), Reaktionszahl R = 4 (neutral bis basisch), Temperaturzahl T = 5 (sehr warm-kollin), Nährstoffzahl N = 2 (nährstoffarm), Kontinentalitätszahl K = 4 (subkontinental).

## Systematik
Die Erstveröffentlichung von Ononis pusilla erfolgte 1759 durch Carl von Linné in Systema Naturae ...Editio decima, reformata..., 10. Auflage, Band 2, Seite 1159.
Je nach Autor gibt es etwa zwei Unterarten:
- Ononis pusilla L. subsp. pusilla
- Ononis pusilla subsp. saxicola (Boiss. & Reut.) Malag. (Syn.: Ononis saxicola Boiss. & Reut.): Sie kommt im südlichen Spanien nur in der Sierrania de Ronda und in Marokko vor.